# Pagondes de Tebes
Pagondes o Pagondas (en grec antic: Παγώνδας, llatí: Pagondas) fou un destacat esportista de l'antiga Grècia nadiu de Tebes (Beòcia).
Va guanyar una carrera de carros a l'Olimpíada 25a (680 aC) en la modalitat de quadriga. Va ser la primera vegada que aquest tipus de curses de carros es van disputar als Jocs Olímpics.